# Brittany Klein
Brittany Klein (Arcadia, 29 de outubro de 1986) é uma futebolista estadunidense que atua como meia. Atualmente, joga pelo Chicago Red Stars.